# Ismael Quintana
Ismael Quintana (Ponce, 3 de junio de 1937-Colorado, 16 de abril de 2016) fue un cantante y compositor puertorriqueño de salsa, bolero y otros géneros de la música caribeña.
Inició su carrera musical en 1961 al lado de Eddie Palmieri y La Perfecta, para después proseguir como cantante solista. En 1970, firma con el sello Fania Records y se integra a la Fania All Stars, además de grabar más álbumes como solista. Para el año 2012, su estado de salud, le impide seguir presentándose y deja de brindar conciertos. En abril de 2016, falleció a causa de infarto en su residencia de Colorado en Estados Unidos tenía a sus 78 años de su edad y rinde los primeros tributos. 
Quintana fue el cantante que puso el nombre de salsa a la música afrocaribeña, luego de haberla escuchado en Venezuela. 

"Te voy decir una cosa que tal vez no debiera contarla, el que le colocó el nombre de Salsa a la música afro caribeña fui yo, lo traje de Venezuela, de la Guaira... Recuerdo que cuando nosotros tocábamos, la gente gritaba: salsa, salsa. Yo lo escuché y se me quedó en la cabeza. Un día, en una grabación, se me salió y dije: “Salsa” y Jerry Masucci dijo que yo era el culpable de eso. No sé si eso sea verdad, pero todos odiamos esa palabra; si le preguntabas a Tito Puente o a Eddie Palmieri, no les gustaba esa palabra porque esto es música afro caribeña. Yo no digo que inventé esa palabra, pero fui el que la llevó a New York."
Ismael Quintana.

## Biografía

### Primeros años
Ismael Quintana nació en el seno de una familia humilde y trabajadora el 3 de junio de 1937, en Ponce, Puerto Rico. Fue uno de los hijos de Francisco quien era marino mercante y Pilar Quintana, que trabajaba de costurera. A los diez días de haber nacido, la familia se mudó al sur del barrio El Bronx en Nueva York y creció en el número 660 de Eagle Avenue, lugar donde realizó sus estudios y se hizo aficionado del deporte, en particular del baloncesto y béisbol. Sin embargo, cada vez que asistía a alguna fiesta gozaba bailando y coreando las canciones de moda. Su madre percibió su afición por el canto y lo animó a tomar clases formales en inglés. Allí aprendió las claves de la entonación que luego le sirvieron para su desempeño como artista.

"Yo nací en Ponce, Puerto Rico, el día 3 de junio de 1937. Yo no tuve juventud en Puerto Rico; a los diez días de haber nacido, me transportaron a Nueva York. Así que yo nunca he vivido en Puerto Rico. Sí he ido muchas veces a visitar mi familia; tengo una hermana allá. Todos son de acá, de Nueva York; ellas todas nacieron acá en los Estados Unidos. Pero yo nací en Puerto Rico, por lo cual tengo un gran orgullo... Lo que pasó fue que mi mamá fue a pasar unas vacaciones allá, y estaba en cinta de mí. Y cuando fue a tomar el transporte, le dijeron: “Señora, usted no puede montarse en este barco en la condición en que está”. Entonces, ella tuvo que esperar que yo naciera, y diez días después de yo haber nacido, se regresó a la ciudad de Nueva York."
Ismael Quintana sobre sus primeros días de vida.

Durante su adolescencia, Quintana estudió en la Public School 39 (escuela pública 39) en el sur del Bronx. Para esa etapa de su vida, sus padres compraban los long plays que estaban de moda en esos tiempos y así comenzó a familiarizarse con el trabajo musical hecho por Tito Puente, Tito Rodríguez, Vicentico Valdés y Frank "Machito" Grillo, considerados como la dinastía caribeña de Nueva York en la década de 1950. Por esos años comenzó a visitar los salones de baile como El Palladium y otros más. Las interpretaciones de estas grandes agrupaciones exaltaron su interés por las sonoridades rítmicas del pentagrama antillano, creciendo su devoción por las guarachas, el mambo, los cha cha chas y el son. También fue un fiel fanático del trabajo que desempeñaba Ismael Rivera con la orquesta de Rafael Cortijo. 
Por ese tiempo, Ismael Quintana seguía cultivando su pasión musical junto a sus amigos y entre los muchachos de su edad, era quien mejor golpeaba las latas que simulaban ser tumbadoras.

### Inicios en la música
Para 1955, Ismael Quintana tenía entre sus aficiones el deporte y la música pero en la escuela, participaba principalmente en las actividades deportivas.
Luego de graduarse en la escuela superior Samuel Gompers, Quintana recibió una invitación de sus amigos de la escuela para formar parte de una orquesta como bongosero. El nombre del muchacho encargado del grupo era "Baldy". Con ellos tocó un par de meses hasta que le llegó la invitación del saxofonista y líder de una orquesta instrumental, el puertorriqueño Ángel Náter, que con esta agrupación solía presentarse en el hotel Taft de Nueva York, donde se llevaban a cabo bailes latinos cada dos semanas alternando con las agrupaciones de primer orden en el ambiente musical. La orquesta de Náter tocaba música instrumental y contaban con cinco saxofones, cuatro trompetas, los complementos rítmicos como el piano, bajo, percusión y otros instrumentos, pero no tenían cantante. En una presentación que daba la agrupación en el Hotel Taft de Nueva York, el público pedía un tema cantado y ahí Quintana agarró el micrófono y comenzó a cantar el tema «Cómo fue», de Benny Moré. Cuando terminó la canción, los muchachos de la orquesta lo animaron a que dejara el bongó y se hiciese cantante con frases como: “Ismael, ¡pero qué bien cantas!... Vas a ser cantante” y “Oye Ismael que bien cantas tú, no toques más el bongo”.

"Bueno, yo estaba en la escuela, en deportes, jugaba baloncesto y béisbol, no estaba en música pero muchos de mis compañeros, cuando se graduaron, me llamaron y me dijeron: “Ismael, vamos a formar una orquesta, necesitamos un bongosero” y me preguntaron ¿tú tienes bongo?, yo les dije que sí y me dijeron que íbamos ensayar al día siguiente; les respondí ok, no hay problema. Cuando llegué a mi casa le dije a mi madre: “Préstame dinero que tengo que comprar un bongo” (risas) y así fue que me inicié en la música."
Ismael Quintana sobre sus inicios en la música.

En aquellas presentaciones en Nueva York, la agrupación de Quintana, alternó con la orquesta de Orlando Marín; Chiqui López y Luis Goycochea. Los músicos de dicho grupo le ofrecieron a Ismael hacer una audición, pero el día del ensayo llegó tarde ya que estaba jugando béisbol. Luego se enteró de que el motivo real de la invitación fue para "darle miedo" a Armando Vega, vocalista de la orquesta que andaba con aires de grandeza. En dicha orquesta, se encontraba Eddie Palmieri, este le dijo a Orlando Marín que cuando tenga su propia orquesta, él (Quintana) sería su cantante.
La carrera artística de Ismael Quintana transcurrió como vocalista de varios cuartetos y quintetos con los que solía presentarse en el Club Campana, ubicado en El Bronx, su participación se hizo notar en los grupos de Joe Cariño y Miguel Godreau, con los que interpretaba las canciones que estaban de moda.

### Etapa con Eddie Palmieri y Orquesta La Perfecta
En 1961, Eddie Palmieri creó su propia orquesta y cumplió su palabra de llamar a Ismael Quintana como vocalista, pero antes de ser el cantante principal de dicha agrupación, Quintana se reunió con Eddie Palmieri. Esta reunión se produjo en casa del hermano del músico, el también pianista Charlie Palmieri, en aquella ocasión se sentaron frente al piano y comenzaron a hurgar entre el repertorio que ambos conocían para "probarse" musicalmente, el problema fue que ninguno de los dos se sabía la música que el otro escuchaba: "No teníamos nada en común, él me decía: "Tú conoces este número", y yo decía, no, le preguntaba por los míos y él tampoco los sabía".

"Después de la audición con Orlando Marín, no teníamos nada en común. El no sabía nada de mí y yo no sabía nada de él. A pesar de que me lleva un año o un par de años, ya tenía la experiencia. Había tocado con Johnny Seguí, Vicentico Valdés, Tito Rodríguez... él tenía una experiencia increíble, tú sabes. Y yo, pues, como te dije anteriormente, era un “greenhorn” (novato), un muchachito verdecito que no había madurado todavía... Yo escribía las letras en papel mientras que el tenía ciertas ideas. Eddie me decía: “Mira, tengo esta melodía. Escríbele letra”. Las ideas eran de él. “Esto se llama «Puerto Rico», esta se llama «Adoración» y esta «No me hagas sufrir»...”"
Ismael Quintana sobre sus inicios en La Perfecta de Eddie Palmieri.

El punto de encuentro entre ambos surgió cuando Eddie Palmieri comenzó a presentarle a su colega, sus nuevas composiciones. Con el pasar del tiempo, ambos comenzaron a componer canciones propias. En las primeras presentaciones que daba La Perfecta, Quintana solía escribir las letras de los números en un index-card y con tape los pegaba en el micrófono, así leía las canciones y las cantaba. A estas canciones le añadió algunas soneos que eran de la Sonora Matancera.
En la orquesta de Eddie Palmieri, La Perfecta, Quintana aprendió de muchos músicos profesionales como Manny Oquendo, Tommy López, Mike Collazo, Barry Rogers, Chocolate Armenteros y Vitín Paz.
La primera grabación de Ismael Quintana y Eddie Palmieri se lanzó al mercado en noviembre de 1961 por el sello Alegre bajo el título de Eddie Palmieri and his conjunto La Perfecta, la producción destacó por temas como «Conmigo», «Isla preciosa», «Mi guajira», «Ritmo caliente», «Cachita» y «Bailaré tu son», entre otros. En 1962, se publicó El Molestoso, álbum recordado por contener los temas «Así es la humanidad», «Lázaro y su micrófono», «Contento estoy», «Yo sin ti» y «No critiques». Al año siguiente (1963), se lanzó al mercado el álbum Lo Que Traigo es Sabroso, que incluyó, entre otros, uno de los más grandes éxitos en la carrera de Ismael Quintana «Muñeca». Los años siguientes siguieron dando conciertos y publicando álbumes como Echando Pa’ Lante, Azúcar Pa' Ti, Mozambique, Molasses, Champagne, Justicia, Superimposition, Vamonos Pa'l Monte y Sentido. En estos álbumes, Eddie Palmieri experimentó con géneros musicales como la salsa, el bolero, latin jazz y otros más. En 1966, La Perfecta ganó el premio de la categoría Most Popular Latin Singer of the Year (Canción latina más popular del año) otorgado por el salón de baile y presentaciones, Palladium Ballroom.
Quintana fue el cantante principal de La Perfecta desde 1961 hasta 1971, año en que el sello discográfico United Artists, le hace una oferta para grabar un disco en solitario. 

"Soy bien fiel y a menos que no fuera con él (Eddie Palmieri), no me interesaba participar con más nadie, en la casa discográfica United Artist me hicieron una oferta para grabar un disco, aunque siempre me mantuve fiel a Eddie, estuve siempre grabando cosas con mucha gente hasta que un día Ralph Mercado y Rey Avilés se me acercan y me ofrecieron grabar, yo hablé con Eddie y él no tuvo problemas, lo vio como algo lógico entre nosotros y algo de lo que yo me podía beneficiar."
Ismael Quintana sobre su salida de La Perfecta de Eddie Palmieri.

### Etapa como cantante solista y conFania All Stars
En 1971, se lanza como cantante solista y publica su primer álbum titulado Punto y Aparte donde predominan los temas de salsa. Dicho álbum fue producido por Javier Vásquez y Charlie Palmieri y se grabó en junio de 1970 en Nueva York. En las grabaciones de su primer álbum participaron Cachao, Barry Rogers, Charlie Palmieri, Javier Vásquez y otros músicos invitados de La Perfecta. En Punto y Aparte, Quintana grabó cuatro temas de su autoría que fueron «La Oportunidad», «Bomba de fiesta», «Divina mujer», y «El Maltrato».

"Bueno, como fue el primer LP que grabé como solista, de allí me surgió la idea de «La Oportunidad»: “Llegó mi oportunidad, la que tanto yo esperaba, cuando más quieto y tranquilo, sólo buscando mi kilo, la oportunidad llegó”."
Ismael Quintana sobre su primer álbum como solista.

Al siguiente año (1972), sale al mercado Dos imágenes producido por Bobby Marín. Para esta producción, Quintana decidió separar el álbum en dos partes: una de salsa y otra de boleros. Aquí participaron los mismos músicos del LP anterior, mientras que todos los temas del set de salsa fueron escritos por Quintana.

"La idea yo creo que, en realidad, fue mía, porque yo siempre he pensado que me consideran un cantante completo. Puedo cantar tanto salsa como bolero.  Entonces, pues, esa fue mi primera oportunidad de probar que yo podía hacer eso. Hice un lado que era todo de salsa, que por supuesto, todo el mundo sabía que yo cantaba eso... Pero fue la primera oportunidad para cantar baladas, tangos, boleros, y números con arreglos contemporáneos, con violines, oboes, flautas... En otras palabras, son dos tipos de música completamente diferentes. Y esa fue mi primera oportunidad de probar que podía cantarte un tango o una balada. Tengo mucho orgullo en este trabajo."
Ismael Quintana sobre su segundo álbum como solista, Dos imágenes.

Para 1973, Jerry Masucci y Johnny Pacheco le lanzan la oferta a Quintana de grabar con Fania Records, además de ser una de las Estrellas de Fania y tener total libertad al realizar sus grabaciones. Luego de tanto tiempo rechazando a Fania por el temor de perder popularidad, además que la agrupación del sello Fania All Stars estaba llena de grandes artistas, Ismael aceptó y grabó su primer álbum con el sello Fania, Ismael Quintana. Uno de los éxitos que logró ese álbum fue «Mi Debilidad», tema arreglado por Bobby Valentín. En ese tiempo, Jerry Masucci realizó el recordado concierto Live At Yankee Stadium, en donde Quintana hizo su debut con la Fania All Stars cantando «Mi Debilidad»; Luego de haber cantado, se retiró a brindar otras presentaciones mientras que el concierto que daba la Fania en el Yankee Stadium terminó en trifulca. Posteriormente grabó más álbumes con Fania Records como Lo Que Estoy Viviendo, Amor, Vida y Sentimiento, Jessica y Mucho Talento, este último con Papo Lucca.
Con Fania All Stars participó de los álbumes en vivo Live at Yankee Stadium, Fania All Stars in Japan, Live in Africa (Zaire 74), Live In Puerto Rico 1994 y Viva Colombia. También intervino en los álbumes de estudio de la Fania como: Tribute to Tito Rodríguez, Habana Jam, Commitment, Lo Que Pide La Gente y Bravo 97. A lo largo de su carrera, tuvo la oportunidad de compartir escenario con grandes artistas como Cal Tjader, Charlie Palmieri, Tito Puente, Vladimir Vassilieff, Jimmy Delgado, Joe Cuba y otros más.

### Últimos años y fallecimiento
Desde inicios del año 2000, Ismael Quintana tuvo problemas de salud y fue sometido a algunas operaciones a corazón abierto, saliendo bien de todas aunque su salud comenzó a resentirse desde finales de 2012. A pesar de ello, Quintana brindó un par de presentaciones durante ese año. En 2013, la Fania dio un concierto celebrando los 50 años de la creación de su sello, Ismael estaba dispuesto a cantar pero su estado de salud hizo que fuese reemplazado por otro artista. Luego de un forzado retiro y tras padecer de enfermedades cardíacas falleció con 78 años, en su residencia de Colorado, Estados Unidos.

## Discografía

### Álbumes de estudio
Como Solista
- 1970: Punto y aparte
- 1972: Dos Imágenes
- 1974: Ismael Quintana
- 1976: Lo Que Estoy Viviendo
- 1977: Amor, Vida y Sentimiento
- 1979: Jessica (Con Ricardo Marrero y su grupo)
- 1980: Mucho Talento (Con Papo Lucca)

Con Eddie Palmieri
- 1962: Eddie Palmieri And His Conjunto "La Perfecta"
- 1963: El Molestoso
- 1964: Lo Que Traigo Es Sabroso
- 1964: Echando Pa'lante (Straight Ahead)
- 1965: Azúcar Pa' Ti (Sugar for You)
- 1965: Mambo Con Conga is Mozambique
- 1967: Molasses
- 1968: Champagne
- 1969: Justicia
- 1970: Superimposition
- 1971: Vamonos Pa'l Monte
- 1973: Sentido
- 1981: Eddie Palmieri (The White Album)

Colaboraciones/Otras grabaciones
- 1964: Songs Mama Never Taught Me (Con Joe Cuba)
- 1966: Vladimir and His Orchestra: New Sound in Latin Jazz (Con Vladimir Vassilief)
- 1966: El Sonido Nuevo: The New Soul Sound (Con Eddie Palmieri y Cal Tjader)
- 1967: Bamboléate (Con Eddie Palmieri y Cal Tjader)
- 1973: Primo (Con Cal Tjader)
- 1976: Salsa: Original Motion Picture Sound Track Recording (Con Fania All Stars)
- 1976: Tribute to Tito Rodríguez (Con Fania All Stars)
- 1978: «Que Bueno Baila Usted» y «Francesco Guayabal» (con Tito Puente) - del álbum Homenaje a Beny Moré Vol. 1
- 1979: «Mi Chiquita Quiere Guarachar» (con Tito Puente) del álbum Homenaje a Beny Moré Vol. 2
- 1980: Commitment (Con Fania All Stars)
- 1984: Lo Que Pide La Gente (Con Fania All Stars)
- 1997: Bravo 97 (Con Fania All Stars)
- 2004: Salsa con Dulzura (Con Jimmy Delgado)

### Álbumes en directo
- 1972: Recorded Live at Sing Sing, Vol. 1
- 1974: Recorded Live at Sing Sing, Vol. 2
- 1975: In Concert: Live at the University of Puerto Rico
- 1975: Live at Yankee Stadium, Vol. 1
- 1976: Live at Yankee Stadium, Vol. 2
- 1976: Eddiee's Concerto
- 1979: Habana Jam (Grabado originalmente en Cuba, 3/3/1979. Con Fania All Stars)
- 1981: Timeless Live Recording
- 1986: Live in Japan 1976 (Grabado originalmente en Japón, 1976)
- 1986: Live in Africa (Grabado originalmente en África, 1974)
- 1997: Viva Colombia (Grabado en Colombia en 1995, también conocido como Cali Concert)